# Ida Jauch

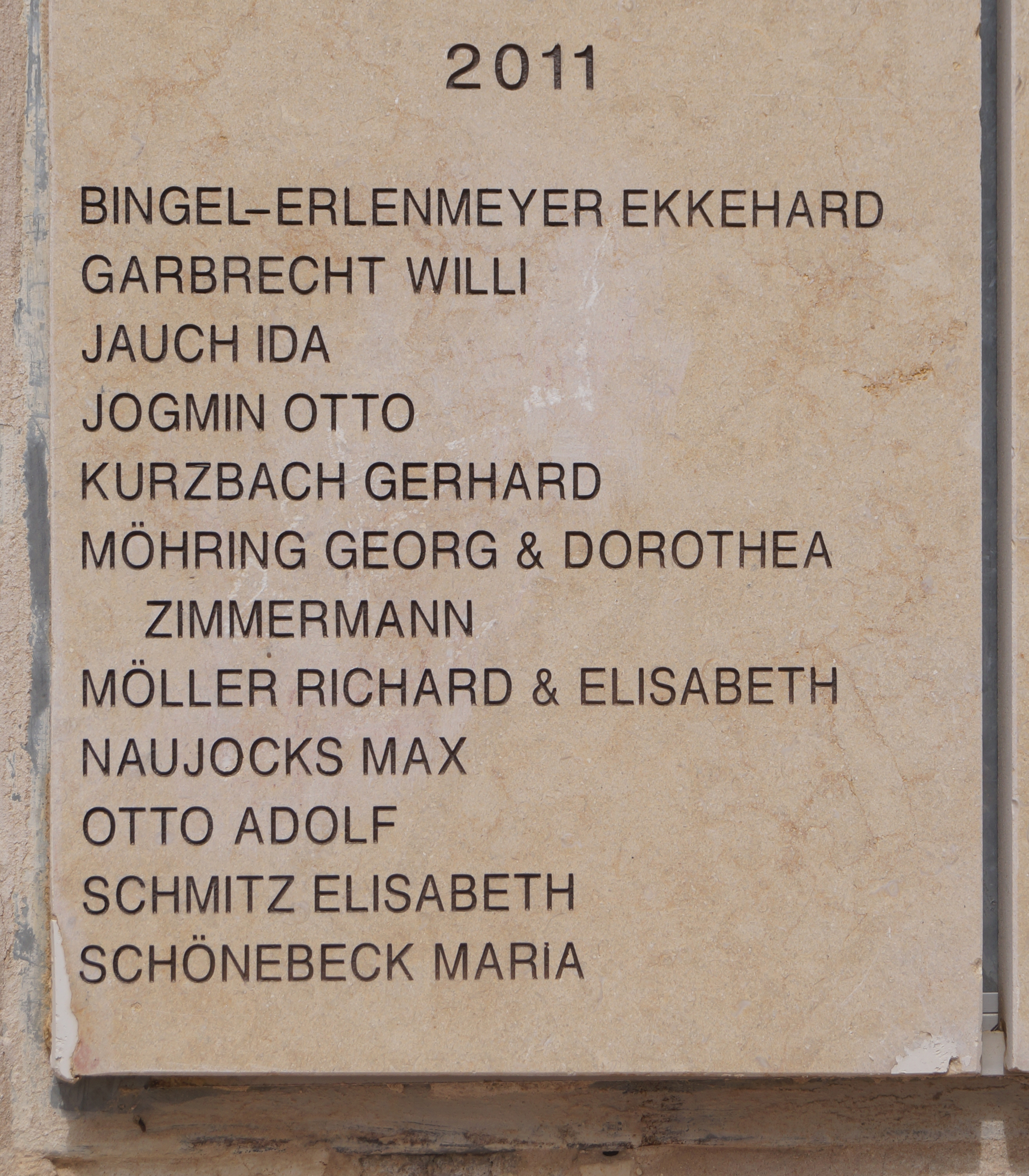
Ausschnitt der Platte des Jahres 2011 im Garten der Gerechten unter den Völkern in der Gedenkstätte Yad Vashem mit den Namen der Geehrten aus Deutschland.

Ida Jauch (* 16. Oktober 1886 in Zörbig, Kreis Bitterfeld (Provinz Sachsen); † 9. September 1944 in Berlin-Lichtenberg) war eine deutsche Textilhändlerin. 2011 wurde sie für ihr mutiges Handeln bei der Rettung des späteren Fernsehmoderators Hans Rosenthal posthum von der israelischen Gedenkstätte Yad Vashem als „Gerechte unter den Völkern“ anerkannt.

## Leben
Ida Jauch wurde als Tochter des Zurichters Gustav Jauch und dessen Ehefrau Friederike geborene Wienke in der preußischen Provinz Sachsen geboren. Sie betrieb einen kleinen Textilhandel und lebte in bescheidenen Verhältnissen in der Berliner Kleingartenanlage „Dreieinigkeit“ im Bezirk Lichtenberg, heute Ortsteil Berlin-Fennpfuhl.
Im März 1943 wandte sich der 17-jährige Hans Rosenthal, dessen 1932 geborener Bruder Gert im Oktober 1942 mit dem 21. Osttransport nach Riga deportiert und ermordet worden war, als Vollwaise an seine „arische“ Großmutter Anna Rosenthal, weil er als Jude untertauchen musste. Da er bei ihr nicht bleiben konnte, ohne entdeckt zu werden, vermittelte Anna Rosenthal ihn an ihre Freundin Ida Jauch weiter, bei der Rosenthal schließlich am Abend des 27. März 1943 um Hilfe bat. Jauch nahm Rosenthal ohne Zögern auf und versteckte ihn in ihrer Laube hinter einer Tapetentür in einem winzigen Verschlag von vier Quadratmetern, der früher als Hühnerstall gedient hatte. Hans Rosenthals Kammer war lediglich mit einer Matratze auf vier Holzklötzen, einem Tisch, einem Stuhl und einem Nachttopf ausgestattet, den Ida Jauch jeweils heimlich in der Dunkelheit leerte, um Hans tagsüber vor Entdeckung zu schützen. Ida Jauch war unverheiratet, evangelischen Glaubens und eine tief gläubige Bibelforscherin. Sie las ihm aus dem Alten Testament vor, teilte mit ihm ihre Lebensmittelkarten und kargen Lebensmittelvorräte und behandelte ihn wie einen eigenen Sohn. Im September 1944 starb Ida Jauch unerwartet nach kurzer Krankheit im Alter von 57 Jahren im Oskar-Ziethen-Krankenhaus in Berlin-Lichtenberg an den Folgen eines eingeklemmten Schenkelbruchs und Darmbrand. Hans Rosenthal vertraute sich nunmehr Maria Schönebeck (1901–1950), einer weiteren Laubenbewohnerin, an und bat sie um Hilfe. Ida Jauch hatte Hans Rosenthal zuvor als ihren Neffen vorgestellt und noch während ihrer Krankheit dafür gesorgt, dass er nach ihrem Ableben bei Maria Schönebeck unterkommen konnte. Schönebeck nahm Hans Rosenthal bei sich auf und versteckte ihn bis zur Einnahme Berlins durch die Rote Armee Ende April 1945.
Rosenthal ging nach dem Zweiten Weltkrieg zum Rundfunk und war fast 20 Jahre lang Leiter der Abteilung Unterhaltung des RIAS. Einer breiten Öffentlichkeit wurde er als Moderator und Showmaster im RIAS und im ZDF bekannt.
2011 wurden Ida Jauch und Maria Schönebeck posthum von der israelischen Gedenkstätte Yad Vashem als „Gerechte unter den Völkern“ anerkannt. Zur Übergabe der Urkunde und der Medaille für Ida Jauch fand im Oktober 2015 eine Feierstunde im Funkhaus von Deutschlandradio Kultur, dem ehemaligen RIAS-Gebäude, statt, an der auch Hans Rosenthals Sohn Gert (* 1958) teilnahm. Der Gesandte der israelischen Botschaft in Berlin, Avi Nir-Feldklein, übergab die Urkunde und die Medaille Manfred Jahn, einem Großneffen von Ida Jauch.
Im September 2011 wurde vor der Grundschule am Roederplatz in der Bernhard-Bästlein-Straße in Berlin-Fennpfuhl vom „Lichtenberger Fonds für Erinnerungskultur“ ein Informations- und Gedenkort für die „drei mutigen Laubenbewohnerinnen“ Ida Jauch, Maria Schönebeck und Emma Harndt (1898–1977), eine überzeugte Kommunistin, die Hans Rosenthal ein Detektorradio, das ohne Strom funktionierte, und täglich ihre gelesene Ausgabe der Berliner Morgenpost überließ, sowie für den von ihnen geretteten Hans Rosenthal eingeweiht.
In der TV-Filmbiografie Rosenthal (2025) wurde Ida Jauch von der Berliner Schauspielerin Rike Eckermann dargestellt.